# Bulbo galáctico
En astronomía, se llama bulbo galáctico al grupo central de estrellas que se encuentra en la mayoría de las galaxias espirales. Su distribución espacial es más o menos elipsoidal en contraposición a la distribución plana del disco, y aunque en un principio se había pensado que todos eran estructuras viejas que recuerdan a una galaxia elíptica, hoy se cree que los bulbos galácticos tienen varias poblaciones estelares con diferentes edades.

## Bulbos clásicos

M81, una galaxia con un bulbo clásico. Nótese cómo la estructura espiral se inicia en el borde de este.

Están compuestos normalmente por estrellas de Población II, pequeñas, rojas y viejas. Esto se debe a que todas las estrellas nacieron juntas con la galaxia, hace varios miles de millones de años y solo las estrellas pequeñas y rojizas pueden vivir tanto tiempo (ver Evolución estelar). Existe muy poca cantidad de gas y polvo en ellos en contraposición al disco galáctico. Esto explica la relativamente baja cantidad de estrellas jóvenes y azules que hay en el bulbo ya que éstas se forman a partir de este gas, y además las órbitas de las estrellas que lo componen son aleatorias comparadas con las del disco galáctico. Dos excelentes ejemplos de estos tipos de bulbo son los existentes en las galaxias M31 y M81.
Se cree que el origen de estos bulbos tiene lugar en las colisiones y fusiones entre galaxias acaecidas en los momentos iniciales de la historia de estas. Dichas colisiones comprimen el gas y provocan que gran parte de él se gaste en formar nuevas estrellas además de destruir las estructuras de las galaxias que colisionaron, formando tales estructuras. El resto de las estrellas y el gas que no han participado en la colisión acaban alrededor del bulbo formando el disco galáctico alrededor de este.

## Pseudobulbos

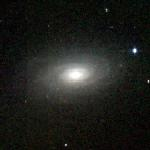
Messier 63, una galaxia con un pseudobulbo. Nótese cómo la estructura espiral llega hasta el centro de ésta.

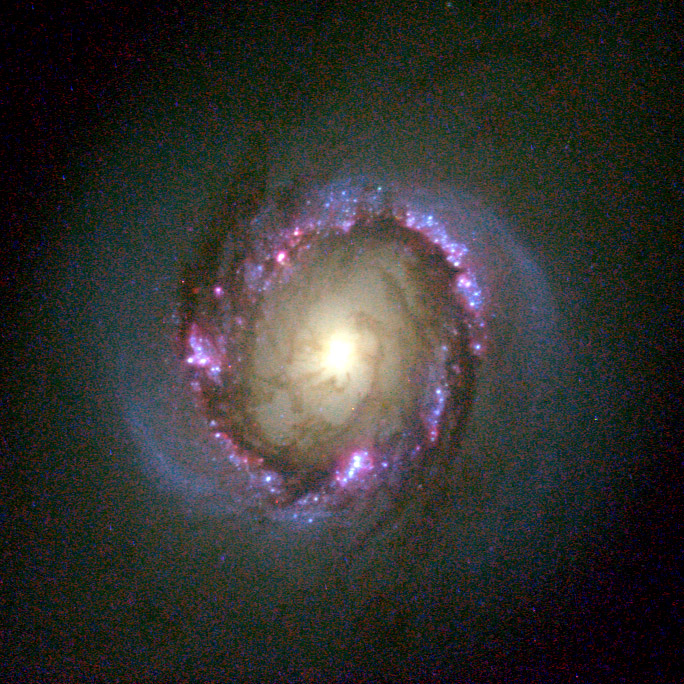
Región central de NGC 4314 mostrando el anillo nuclear. Imagen tomada por el telescopio espacial Hubble.

Estos bulbos tienen propiedades más parecidas a las de las galaxias espirales. Sus estrellas orbitan como las del disco y además no solo hay polvo en ellos —que forma a veces una estructura espiral (miniespirales)—, sino también estrellas jóvenes y formación estelar, todo lo cual es raro de encontrar en un bulbo clásico. A veces, de hecho, hay anillos nucleares en los que existe abundante formación estelar. Ejemplos respectivos de esto (pseudobulbo y anillo nuclear) se hallan —entre otras— en las galaxias M63 y NGC 4314.
Se cree que el origen de estas estructuras son las barras presentes en numerosas galaxias espirales, que transportan en gas al centro galáctico, dónde se comprime y provoca, además de esas estructuras, formación estelar, a menudo en tales anillos donde, aunque la tasa de formación estelar parezca modesta comparada con la que tiene lugar en las regiones exteriores de las galaxias que las albergan en realidad es muy elevada debido a la en comparación área muy pequeña en la que tienen lugar, rivalizando en algunos casos con las densidades encontradas en algunas galaxias con brote estelar. Si la transferencia de gas a la región central de la galaxia se mantiene durante mucho tiempo, es posible formar de este modo un pseudobulbo de gran tamaño.
Se cree que nuestra galaxia tiene este tipo de bulbo.

## Agujeros negros centrales
Se cree que la mayoría de los bulbos galácticos albergan un agujero negro supermasivo en su centro. Tales agujeros negros nunca han sido observados directamente, pero existen muchas pruebas indirectas.